# Annegöl
Annegöl är en sjö i Hultsfreds kommun i Småland och ingår i Emåns huvudavrinningsområde.